# Niccolò Antonelli
Niccolò Antonelli (Cattolica, 23 febbraio 1996) è un pilota motociclistico italiano, campione italiano classe 125 nel 2011.

## Carriera

### Gli inizi
Figlio di Igor Antonelli, anch'egli pilota professionista, inizia a correre nel 2004, concludendo undicesimo nella categoria Junior A del campionato di minimoto. Nella stessa categoria è campione regionale e vicecampione europeo nel 2005. Nel 2006 passa alla categoria Junior B, giungendo secondo nei campionati regionale e italiano e terzo in quello europeo. Nel 2007 vince nella stessa categoria a tutti i livelli, compreso quello mondiale. Nel 2008 è campione italiano MiniGP Junior 50. Nel 2009 corre nel campionato catalano e mediterraneo, nella categoria Metrakit 125. Nel 2010 prende parte alla Red Bull Rookies Cup, che conclude all'ottavo posto, e corre nella classe 125 GP del campionato Italiano Velocità, finendo in sesta posizione prima di vincere il titolo nel 2011. Nello stesso periodo partecipa anche a prove del campionato spagnolo, piazzandosi in 17ª posizione nel 2010 e in 4ª nel 2011.

### Moto3
Nel 2012 debutta nel motomondiale in Moto3, ingaggiato dal team Gresini Racing, iniziando la stagione alla guida di una Honda NSF250R per poi passare, dal GP di Spagna, ad una FTR M312. Ottiene come miglior risultato due quarti posti (Francia e Italia) e termina la stagione al 14º posto con 77 punti. In questa stagione è costretto a saltare il Gran Premio d'Australia a causa di una forte botta alla testa, rimediata nelle prove libere del GP. Sempre nel 2012, disputa due gare, vincendole entrambe, nel CIV Moto3 ma, in virtù del regolamento, non ottiene punti. Nel 2013 rimane nello stesso team, con compagno di squadra Lorenzo Baldassarri. Ottiene come miglior risultato un settimo posto in Italia e termina la stagione al 16º posto con 47 punti.
Nel 2014 rimane nello stesso team, con compagno di squadra Enea Bastianini. Corre con il numero 23. Ottiene una pole position in Comunità Valenciana e un quinto posto in Olanda come miglior risultato in gara; termina la stagione al 14º posto con 68 punti. Nel 2015 passa al team Ongetta-Rivacold, alla guida di una Honda; il compagno di squadra è Jules Danilo. Vince la sua prima gara di carriera in Moto3 a Brno, partendo dalla pole. In Gran Bretagna ed a San Marino giunge terzo. Vince in Giappone. Ottiene la pole position in Malesia. Chiude la stagione al quinto posto con 174 punti.
Nel 2016 rimane nello stesso team, con la stessa moto, il compagno di squadra è ancora il francese Jules Danilo. Vince il primo Gran Premio stagionale in Qatar. Ottiene una pole position in Francia. In questa stagione é costretto a saltare il Gran Premio di Germania a causa di una caduta in qualifica, nella quale si procura una frattura scomposta della clavicola sinistra in prossimità dello sterno. Chiude la stagione all'undicesimo posto in classifica piloti, con 91 punti ottenuti.
Nel 2017 su trasferisce nel team Red Bull KTM Ajo, alla guida di una KTM RC 250 GP, dove trova come compagno di squadra l'olandese Bo Bendsneyder. In questa stagione è costretto a saltare il Gran Premio di Germania a causa di un infortunio alla settima e ottava vertebra cervicale rimediato nelle prove della gara precedente; il suo posto in squadra, in questo frangente, viene preso da Danny Kent. Conclude la stagione al diciottesimo posto in classifica piloti con 38 punti ottenuti.
Nel 2018 corre con la Honda NSF250R del team SIC58 Squadra Corse; il compagno di squadra è Tatsuki Suzuki. Ottiene pole position e quarto posto (miglior risultato in gara della stagione) in Qatar e termina la stagione al 15º posto con 71 punti. In questa stagione è costretto a saltare il Gran Premio di Catalogna per la lussazione della spalla sinistra rimediata nelle prove libere del GP e il Gran Premio d'Australia a causa della frattura di una vertebra e di una microfrattura al piede sinistro rimediate nel precedente GP del Giappone.
Nel 2019 è nuovamente pilota titolare in Moto3, con lo stesso team e lo stesso compagno di squadra della stagione precedente. Ottiene due pole position (Americhe e Giappone) e una vittoria nel Gran Premio di Spagna e chiude la stagione al 7º posto con 128 punti. In questa stagione è costretto a saltare i Gran Premi d'Aragona e di Thailandia a causa della frattura del polso sinistro rimediata nel precedente GP di San Marino e il Gran Premio d'Australia a causa della lussazione della spalla sinistra rimediata nelle qualifiche del GP.
Nel 2020 corre con lo stesso team e lo stesso compagno di squadra del 2019. Ottiene come miglior risultato un quarto posto in Repubblica Ceca e termina la stagione al 19º posto con 40 punti. In questa stagione è costretto a saltare il Gran Premio del Qatar a causa di un intervento chirurgico alla spalla sinistra per una lussazione rimediata in un test pre-stagionale.
Nel 2021 passa alla guida della KTM del team Esponsorama Racing; il compagno di squadra è Carlos Tatay. Ottiene due secondi posti (Gran Bretagna e San Marino), due terzi posti (Gran Premio di Doha e Algarve) e una pole position in Emilia Romagna e conclude la stagione al sesto posto con 152 punti. In questa stagione è costretto a saltare i Gran Premi di Stiria e Austria a causa della frattura di due metacarpi della mano destra rimediata nelle qualifiche del GP di Stiria.

### Moto2 e Supersport
Dopo dieci stagioni nella Moto3, viene annunciato il suo passaggio in Moto2 per il 2022. Il pilota romagnolo corre, con Celestino Vietti come compagno di squadra, nel team VR46 Racing. Chiude la stagione senza ottenere punti. Nel 2023 passa alla classe Moto2 del campionato Europeo FIM con il team Italiano MMR alla guida di una Kalex. Ottiene un podio al Gran Premio dell'Estoril e, con cinquanta punti, chiude all'undicesimo posto in classifica. Nel 2024 si trasferisce nel mondiale Supersport. Ingaggiato da Althea Racing con Piotr Biesiekirski come compagno di squadra, ottiene quasi cinquanta punti classificandosi diciassettesimo.

## Risultati in gara

### Motomondiale

#### Moto3
| 2012 | Classe | Moto              |    |   |   |   |    |    |     |    |   |    |     |    |   |    |    |    |    |    |  | Punti | Pos. |
| ---- | ------ | ----------------- | -- | - | - | - | -- | -- | --- | -- | - | -- | --- | -- | - | -- | -- | -- | -- | -- |  | ----- | ---- |
| 2012 | Moto3  | Honda e FTR Honda | 17 | 8 | 6 | 4 | 12 | 13 | Rit | 12 | 4 | NE | Rit | 23 | 8 | 10 | 12 | 15 | NP | 13 |  | 77    | 14º  |

| 2013 | Classe | Moto      |     |     |     |     |   |     |    |    |    |    |    |    |   |    |     |   |   |    |  | Punti | Pos. |
| ---- | ------ | --------- | --- | --- | --- | --- | - | --- | -- | -- | -- | -- | -- | -- | - | -- | --- | - | - | -- |  | ----- | ---- |
| 2013 | Moto3  | FTR Honda | Rit | Rit | Rit | Rit | 7 | Rit | 13 | 15 | NE | 16 | 10 | 13 | 8 | 14 | Rit | 8 | 9 | 27 |  | 47    | 17º  |

| 2014 | Classe | Moto |   |     |    |     |     |     |     |   |     |    |    |   |    |   |   |    |   |   |  | Punti | Pos. |
| ---- | ------ | ---- | - | --- | -- | --- | --- | --- | --- | - | --- | -- | -- | - | -- | - | - | -- | - | - |  | ----- | ---- |
| 2014 | Moto3  | KTM  | 9 | Rit | 25 | Rit | Rit | Rit | Rit | 5 | Rit | 18 | 13 | 7 | 16 | 9 | 9 | 10 | 7 | 7 |  | 68    | 14º  |

| 2015 | Classe | Moto  |   |    |     |     |   |   |   |   |   |   |   |   |   |   |   |    |   |     |  | Punti | Pos. |
| ---- | ------ | ----- | - | -- | --- | --- | - | - | - | - | - | - | - | - | - | - | - | -- | - | --- |  | ----- | ---- |
| 2015 | Moto3  | Honda | 8 | 23 | Rit | Rit | 5 | 6 | 4 | 9 | 5 | 7 | 1 | 3 | 3 | 6 | 1 | 17 | 4 | Rit |  | 174   | 5º   |

| 2016 | Classe | Moto  |   |    |     |     |   |   |    |   |     |    |   |    |    |    |    |     |    |    |  | Punti | Pos. |
| ---- | ------ | ----- | - | -- | --- | --- | - | - | -- | - | --- | -- | - | -- | -- | -- | -- | --- | -- | -- |  | ----- | ---- |
| 2016 | Moto3  | Honda | 1 | 10 | Rit | Rit | 8 | 4 | 20 | 5 | Inf | 18 | 5 | SQ | 11 | 14 | 10 | Rit | 12 | 16 |  | 91    | 11º  |

| 2017 | Classe | Moto |   |     |    |    |     |    |    |    |     |    |     |    |     |    |   |     |     |    |  | Punti | Pos. |
| ---- | ------ | ---- | - | --- | -- | -- | --- | -- | -- | -- | --- | -- | --- | -- | --- | -- | - | --- | --- | -- |  | ----- | ---- |
| 2017 | Moto3  | KTM  | 7 | Rit | 14 | 22 | Rit | 16 | 11 | NP | Inf | 24 | Rit | 16 | Rit | 18 | 2 | Rit | Rit | 14 |  | 38    | 18º  |

| 2018 | Classe | Moto  |   |   |    |    |   |   |    |    |    |    |    |    |    |     |     |     |     |    |   | Punti | Pos. |
| ---- | ------ | ----- | - | - | -- | -- | - | - | -- | -- | -- | -- | -- | -- | -- | --- | --- | --- | --- | -- | - | ----- | ---- |
| 2018 | Moto3  | Honda | 4 | 8 | 24 | 11 | 5 | 9 | NP | 17 | 16 | 11 | 22 | AN | 10 | Rit | Rit | Rit | Inf | 10 | 7 | 71    | 15º  |

| 2019 | Classe | Moto  |   |   |   |   |     |   |    |   |    |   |   |   |     |     |     |    |    |    |    | Punti | Pos. |
| ---- | ------ | ----- | - | - | - | - | --- | - | -- | - | -- | - | - | - | --- | --- | --- | -- | -- | -- | -- | ----- | ---- |
| 2019 | Moto3  | Honda | 8 | 4 | 5 | 1 | Rit | 4 | 11 | 8 | 12 | 5 | 9 | 4 | Rit | Inf | Inf | 12 | NP | 10 | NP | 128   | 7º   |

| 2020 | Classe | Moto  |     |   |    |   |    |    |    |    |   |     |    |    |     |    |    |  |  |  |  | Punti | Pos. |
| ---- | ------ | ----- | --- | - | -- | - | -- | -- | -- | -- | - | --- | -- | -- | --- | -- | -- |  |  |  |  | ----- | ---- |
| 2020 | Moto3  | Honda | Inf | 9 | 15 | 4 | 19 | 16 | 11 | 18 | 9 | Rit | 18 | 22 | Rit | 14 | 11 |  |  |  |  | 40    | 19º  |

| 2021 | Classe | Moto |   |   |   |   |     |    |   |   |    |    |     |   |   |   |    |   |   |   |  | Punti | Pos. |
| ---- | ------ | ---- | - | - | - | - | --- | -- | - | - | -- | -- | --- | - | - | - | -- | - | - | - |  | ----- | ---- |
| 2021 | Moto3  | KTM  | 6 | 3 | 6 | 8 | Rit | 13 | 8 | 6 | 14 | NP | Inf | 2 | 5 | 2 | 15 | 6 | 3 | 9 |  | 152   | 6º   |

| Legenda | 1º posto        | 2º posto            | 3º posto            | A punti      | Senza punti        | Grassetto – Pole position Corsivo – Giro più veloce |
| Legenda | Gara non valida | Non qual./Non part. | Ritirato/Non class. | Squalificato | '-' Dato non disp. | Grassetto – Pole position Corsivo – Giro più veloce |

#### Moto2
| 2022 | Classe | Moto  |    |    |     |     |     |    |     |    |    |     |     |    |    |     |    |     |    |     |    |     | Punti | Pos. |
| ---- | ------ | ----- | -- | -- | --- | --- | --- | -- | --- | -- | -- | --- | --- | -- | -- | --- | -- | --- | -- | --- | -- | --- | ----- | ---- |
| 2022 | Moto2  | Kalex | 26 | 25 | Rit | Rit | Rit | 23 | Rit | 18 | 19 | Rit | Rit | 19 | 16 | Rit | 20 | Rit | 22 | Rit | 21 | Rit | 0     |      |

| Legenda | 1º posto        | 2º posto            | 3º posto            | A punti      | Senza punti        | Grassetto – Pole position Corsivo – Giro più veloce |
| Legenda | Gara non valida | Non qual./Non part. | Ritirato/Non class. | Squalificato | '-' Dato non disp. | Grassetto – Pole position Corsivo – Giro più veloce |

### Campionato mondiale Supersport
| 2024 | Moto   |     |    |   |    |    |   |    |   |    |    |    |    |     |    |    |    |     |    |    |     |    |    |   |    | Punti | Pos. |
| ---- | ------ | --- | -- | - | -- | -- | - | -- | - | -- | -- | -- | -- | --- | -- | -- | -- | --- | -- | -- | --- | -- | -- | - | -- | ----- | ---- |
| 2024 | Ducati | Rit | 17 | 9 | 18 | 15 | 4 | 23 | 9 | 19 | 16 | 27 | 18 | Rit | 13 | 30 | 21 | Rit | NP | 13 | Rit | 16 | 14 | 9 | 13 | 46    | 17º  |

| 2025 | Moto   |    |    |    |    |    |    |    |     |    |    |    |    |    |    |    |     |  |  |  |  |  |  |  |  | Punti | Pos. |
| ---- | ------ | -- | -- | -- | -- | -- | -- | -- | --- | -- | -- | -- | -- | -- | -- | -- | --- |  |  |  |  |  |  |  |  | ----- | ---- |
| 2025 | Yamaha | 11 | NP | 16 | 16 | 22 | 19 | 11 | Rit | 16 | 30 | 18 | 15 | 15 | 19 | 25 | Rit |  |  |  |  |  |  |  |  | 12    |      |

| Legenda | 1º posto        | 2º posto            | 3º posto           | A punti      | Senza punti        | Grassetto – Pole position Corsivo – Giro più veloce |
| Legenda | Gara non valida | Non qual./Non part. | Ritirato/Non class | Squalificato | '-' Dato non disp. | Grassetto – Pole position Corsivo – Giro più veloce |